# The Continuing Story of Bungalow Bill
〈The Continuing Story of Bungalow Bill〉은 존 레논(레논-매카트니로 표기)이 작곡하고 1968년 음반 《The Beatles》에 의해 발매되었다.

## 녹음
1968년 10월 8일 애비 로드 스튜디오에서 비틀즈에 의해 녹음되었고 이번 한 번의 세션에서 모든 오버더빙을 포함하여 완성되었다. 그들은 또한 같은 녹음 시간 동안 레논이 작곡한 〈I'm So Tired〉를 시작하고 완성했다. "Not when he looked so fierce(그가 그렇게 사납게 보이면 안 돼요) 부분은 오노 요코가 불렀으며, 비틀즈 노래 중에 리드 보컬로 여성이 참여한 것은 이번이 처음이었다.

## 참여 인원
- 존 레논 – 리드 보컬, 어쿠스틱 기타, 오르간, 멜로트론
- 폴 매카트니 – 백킹 보컬, 베이스 기타
- 조지 해리슨 – 백킹 보컬, 어쿠스틱 기타
- 링고 스타 – 백킹 보컬, 드럼, 탬버린
- 크리스 토마스 – 멜로트론
- 오노 요코 – 공동 리드 보컬, 백킹 보컬
- 모린 스타키 (와 다른 사람들) – 백킹 보컬

인원 당 이언 맥도날드